# Roșia Montană
Roșia Montană (phát âm tiếng Romania: [ˈroʃi.a monˈtanə], "Roșia of the Mountains"; tiếng Latinh: Alburnus Maior; tiếng Hungary: Verespatak, [ˈvɛrɛʃpɒtɒk]; tiếng Đức: Goldbach, Rotseifen) là một xã thuộc hạt Alba, trong khu vực dãy núi Apuseni, phía tây của vùng lịch sử Transilvania, Rumani. Nó nằm trong thung lũng, nơi có dòng sông Roșia Montană chảy qua. Xã này gồm 16 thôn.
Các nguồn tài nguyên khoáng sản phong phú của khu vực đã được khai thác từ thời La Mã hoặc trước đó. Mỏ vàng do Nhà nước quản lý đã đóng cửa vào cuối năm 2006 trước khi Rumani gia nhập Liên minh châu Âu (EU). Công ty khai khoáng Gabriel Resources của Canada dự định xin cấp phép mở một mỏ mới tại đây. Điều này gây ra phản ứng tranh cãi giữa một bên là việc tiếp tục khai thác và bảo tồn các hoạt động khai mỏ có từ thời kỳ La Mã cùng với lo ngại về sự lặp lại Vụ rò rỉ cyanide Baia Mare 2000, và mặt khác là những lợi ích mà hoạt động khai thác mỏ sẽ mang lại cho khu vực được coi là nghèo nàn và kém phát triển của đất nước.
Chiến dịch chống khai thác mỏ ở Roșia Montană là một trong những chiến dịch lớn nhất vì mục tiêu phi chính trị trong 20 năm qua ở Rumani. Rất nhiều tổ chức đã lên tiếng phản đối dự án, từ Hòa bình xanh cho đến Viện Hàn lâm Rumani. Sau một loạt các cuộc biểu tình trên toàn quốc vào mùa thu năm 2013, Hạ viện cuối cùng đã không cấp phép cho dự án vào ngày 3 tháng 6 năm 2014. Roșia Montană sau đó đã được xếp hạng là một di tích lịch sử có tầm quan trọng quốc gia, theo sắc lệnh của Bộ Văn hóa ban hành ngày 30 tháng 12 năm 2015, do đó mọi hoạt động khai thác trong khu vực này là không được phép. Năm 2021, cảnh quan khai mỏ có từ thời kỳ La Mã ở đây đã được UNESCO công nhận là Di sản thế giới của nhân loại.

## Lịch sử

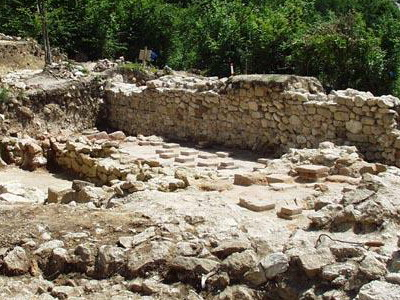
Tàn tích thị trấn Alburnus Maior tại Roșia Montană

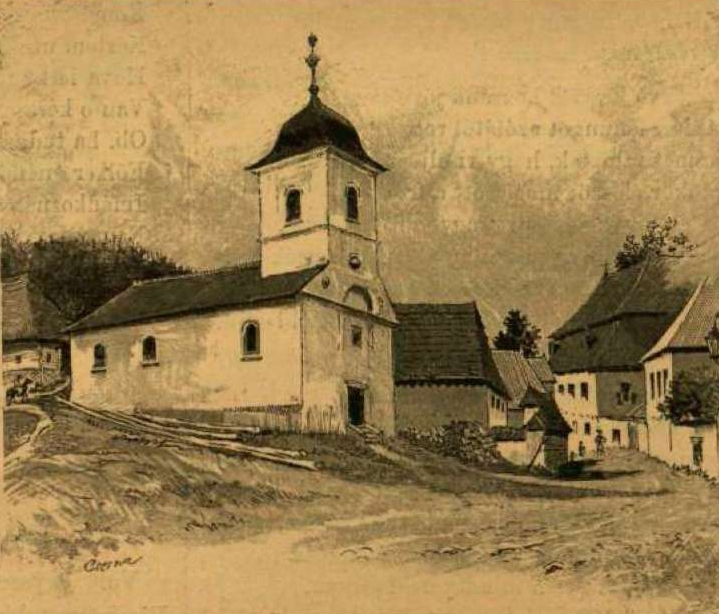
Roșia Montană năm 1890

Có những bằng chứng khảo cổ về luyện kim và khai thác vàng ở vùng "Tứ giác vàng" của Transylvania từ cuối thời đại đồ đá. Alburnus Maior được thành lập bởi người La Mã trong thời kỳ hoàng đế Traianus như một thị trấn khai thác mỏ, với những người tới từ thuộc địa Illyria ở nam Dalmatia. Tài liệu lịch sử sớm nhất về thị trấn này được ghi trên một tấm bia sáp ngày 6 tháng 2 năm 131. Các nhà khảo cổ học đã phát hiện ra trong đó những ngôi nhà cổ, nghĩa địa, phòng trưng bày mỏ, công cụ khai thác, 25 viên bia sáp cùng nhiều chữ khắc bằng tiếng Hy Lạp và Latinh, tập trung xung quanh đồi Carpeni. Đến năm 271, người La Mã đã rời khỏi Dacia.
Việc khai thác mỏ dường như đã bắt đầu trở lại vào thời Trung Cổ bởi những người Đức di cư với những kỹ thuật khai thác tương tự như người La Mã. Hoạt động này tiếp tục cho đến khi các cuộc chiến tranh tàn khốc nổ ra vào giữa thế kỷ 16.
Khai thác mỏ đã được mở rộng nhiều dưới thời đế quốc Áo với việc được chính quyền khuyến khích. Karl VI tài trợ để xây dựng các ao vào năm 1733. Sau khi đế quốc tan rã vào năm 1918, hầu hết các phần đường hầm khai thác còn lại được nhượng bộ có giới hạn cấp cho công dân địa phương. Chất thải chứa nhiều sunfua tạo ra một lượng lớn axit sunfuric, do đó giải phóng các kim loại nặng vào các nguồn nước địa phương, ngoài thủy ngân được sử dụng để chiết xuất vàng.
Năm 1948, các mỏ được tiếp quản bởi Nhà nước Rumani với quy mô khai thác truyền thống nhỏ hẹp tiếp tục cho đến cuối những năm 1960. Sau đó, sự chú ý chuyển sang lớp vàng lộ thiên khi chỉ cần xuyên qua một lớp đá là dễ dàng khai thác được. Năm 1975, một hầm lò lộ thiên được xây dựng tại Cetate để khai thác quy mô hơn. Nó được điều hành bởi một công ty Nhà nước với khoảng 775 công nhân, hầu hết là những người trong khu vực. Quặng chứa vàng được xử lý tại Gura Roșiei và sau đó được chiết xuất bằng cyanide hóa vàng tại Baia de Arieș. Khu mỏ này sau đó đã bị đóng cửa vào năm 2006, trước khi Rumani gia nhập Liên minh châu Âu.